# Baron Macdonald of Gwaenysgor
Baron Macdonald of Gwaenysgor, of Gwaenysgor in the County of Flint, ist ein erblicher britischer Adelstitel in der Peerage of the United Kingdom.
Der Titel wurde am 13. April 1949 für Sir Gordon Macdonald, den letzten britischen Gouverneur von Neufundland, geschaffen. Der Titel erlosch beim Tod seines Sohnes, des 2. Barons, am 27. Januar 2002.

## Liste der Barone Macdonald of Gwaenysgor (1949)
- Gordon Macdonald, 1. Baron Macdonald of Gwaenysgor (1888–1966)
- Gordon Macdonald, 2. Baron Macdonald of Gwaenysgor (1915–2002)